# Unión de Aragón
La Unión de Aragón o Unión Aragonesa fue una liga de nobles e infanzones aragoneses para defender sus reivindicaciones comunes de clase contra el rey en las Cortes de Aragón de 1287. Se convertiría en uno de los grandes contrapesos al poder regio en el Reino de Aragón y en una clave para entender el desarrollo institucional del mismo.

## Historia
La ausencia de nuevas perspectivas de tierras peninsulares al ser cedida la conquista de Murcia a Castilla por el Tratado de Almizra (1244), a cambio de la exclusividad de la expansión aragonesa por el Mediterráneo, generaron un gran desencanto entre la nobleza aragonesa, que se vio soslayada en sus intereses por la nobleza catalana. A lo largo de las cortes de 1265 y 1283, la clase nobiliaria aragonesa presionó por la aprobación de Privilegios Generales cada vez más amplios.
Apurado por los conflictos como la Cruzada contra la Corona de Aragón o la confiscación del Reino de Mallorca, el rey Pedro III de Aragón no cesaba de demandar más financiación a las Cortes de Aragón. Asimismo, tras la intervención del rey de Aragón en Sicilia en las conocidas como Vísperas sicilianas de 1282 y la excomunión que sufrió el rey, un grupo de nobles aragoneses cuestionaron la acción unilateral de su rey y se conjuraron en asambleas en Tarazona y Zaragoza, contando con la representación de importantes villas y ciudades de Aragón, entre las que se encontraba Zaragoza. Éstos pidieron al rey que los convocara a Cortes y en 1283 el rey Pedro y los representantes de la nobleza y las ciudades del Reino de Aragón llegaron a un acuerdo conocido como el Privilegio General de Aragón por el que éste se comprometía a respetar una serie de privilegios y fueros del estamento nobiliar, y a no tomar decisiones en política internacional sin consultarlo en las Cortes de Aragón.
Si bien los nobles impulsores de la Unión se erigían en representantes de los aragoneses y de sus fueros, lo cierto es que la aceptación del rey de estas imposiciones suponía una victoria para el estatus de la aristocracia aragonesa, más que la defensa de los intereses del pueblo.
Tras su muerte en 1285 y su sucesión por el joven Alfonso III de Aragón, los nobles aragoneses se agruparon creando la Unión de Aragón durante diciembre de 1286. En el reino de Valencia se formó una agrupación similar, la Unión de Valencia.

### Los privilegios de la Unión
El año 1286 los unionistas volvieron a plantear reivindicaciones, en la línea de las que lograron obtener de Pedro III, dirigidas esta vez a su hijo Alfonso. Comenzaron intentando buscar por cuenta propia una tregua con Francia y el papa, que había excomulgado a raíz de las Vísperas sicilianas al rey de Aragón, declarado una cruzada en su contra y ofrecido sus dominios a Carlos de Valois, que había iniciado la invasión de los condados catalanes. Para ello se conjuraron en Tarazona y Alfonso III, tras volver de Olorón de entrevistarse con el rey de Inglaterra, ordenó ejecutar a doce eminentes ciudadanos por considerarlos rebeldes. Tras ello se produjo una división entre los unionistas y los que se posicionaron a favor del rey, y comenzaron a organizarse en banderías y estallar conflictos armados, que afectaron principalmente a Zaragoza. Los nobles descontentos protagonizaron una invasión de Valencia, luchando con fuerzas leales al rey hasta que el fraile dominico Valero, organizó una reunión en Zaragoza para el 20 de diciembre de 1287. 
El rey, debilitado por los acontecimientos, tuvo que ceder, de nuevo y al igual que su padre, en diversas concesiones a la nobleza y garantizar lo que fue llamado privilegios de la Unión. Entre otras cosas, dichos privilegios designaban a la Unión como "guardián de la ley aragonesa, hacia que el rey debiera jurar no aplicar castigos ni prender a los miembros de la Unión sin sentencia del Justicia y consejo de las Cortes. También se pedía que la convocatoria de Cortes fuera anual, se reforzaba la figura del Justicia de Aragón, que pasaba a ejercer la justicia en el país por encargo regio., y se autorizaba a los súbditos a destronar al rey si no cumplía lo pactado. A su favor la Unión alegó que el rey Alfonso se había denominado así antes de jurar los Fueros de Aragón, circunstancia que los unionistas alegaron en su favor y contra el monarca. Como garantía de lo pactado la Unión exigió la entrega de varias fortalezas. Con las reformas relativas al Justicia se abre camino así a la existencia de un aparato legal profesional y a la especialización de la burocracia estatal, separándose de las atribuciones del Mayordomo del Reino de Aragón. 
Sin embargo, el gran poder que adquirió la nobleza con tales privilegios no satisfizo a muchos. La autoridad regia debilitada incentivó el caos y el aumento del poder nobiliario y la servidumbre. Dante Alighieri colocó al rey Alfonso en su Purgatorio, por fomentar el caos y el propio rey admitió que con el privilegio "en Aragón había tantos reyes como ricoshombres." El poder de la Unión creció ya que los privilegios impedían al rey actuar contra noble alguno sin autorización del Justicia y de las cortes, y autorizaba la rebelión de incumplirse el privilegio. Para 1288, la Unión nombraba los consejeros regios.

### La Guerra de la Unión
En 1301, el Justicia de Aragón Ximén Pérez de Salanova, principal valedor de la ley foral aragonesa dictaminó contra los privilegios y apruebó legalmente la condena de aquellos nobles que se rebelaran. El sucesor del rey Alfonso III, su hijo Jaime II de Aragón, intentó disminuir el poder de los nobles. Sin embargo, la situación se agudizó en al comienzo del reinado de Pedro IV de Aragón. Finalmente, en 1347 el rey se enfrentó abiertamente a la Unión, a la que derrotó militarmente en la batalla de Épila, acabando con su poder y sus privilegios. De forma simbólica, el rey rasgó y quemó los privilegios en el refectorio del convento que los dominicos tenían en Zaragoza.

## Legado
La lucha de la Unión fue sin embargo central al desarrollo institucional del reino. A pesar de su victoria militar, el rey Pedro IV intentó mantener un formalismo legal que equilibrara los distintos intereses. El historial de poder real limitado por figuras forales y la necesidad de mantener un compromiso con ciudades y nobles derrotados generó la revitalización de figuras como el Justicia de Aragón y el Baile General de Aragón. Esta figura influirá fuertemente en el desarrollo del modelo conocido como Fueros de Sobrarbe.